# Cheryl Pearce
Cheryl Pearce (* in Loxton, South Australia) ist Generalmajor der Australischen Armee. Sie war von November 2018 bis Januar 2021 die 20. Kommandeurin (Force Commander) der Friedenstruppe der Vereinten Nationen in Zypern (UNFICYP).

## Militärische Laufbahn
Pearce trat 1984 in die Australische Armee ein und wurde an der Offiziersschule in Portsea (Bundesstaat Victoria) zum Offizier ausgebildet. Im Dezember 1985 erhielt sie ihr Offizierspatent und trat in das Royal Australian Corps of Military Police, die Militärpolizei ein. Es folgten verschiedene Verwendungen in ihrer Truppengattung und in Stabsverwendungen. So war sie im Hauptquartier der 1. Brigade, in der Stabsabteilung G3 (Einsatz) im Streitkräfteführungskommando Forces Command und als Stabsoffizier beim Kommandeur der Australian Defence Force Academy eingesetzt. Im Jahr 2001 schloss sie die Ausbildung zum Generalstabsoffizier am Australian Defence College ab. Daran anschließend war sie 2002 als Militärbeobachterin für die Unterstützungsmission der Vereinten Nationen in Osttimor (UNMISET) im Einsatz. Für diesen Einsatz wurde sie vom australischen Chief of the Defence Force belobigt. Nach ihrer Rückkehr nach Australien wurde Pearce 2003 Kommandeurin des Ausbildungszentrums der Militärpolizei. Es folgte eine Verwendung als Provost Marshal – Army (vergleichbar mit dem obersten Feldjägerführer), bevor sie von 2004 bis 2006 als Kommandeurin das 1st Military Police Battalion führte. Für ihre außerordentliche Leistung in diesen drei Verwendungen wurde Pearce 2007 als Member of the Order of Australia, in das Ordenskapitel des Australischen Verdienstordens aufgenommen. Es folgte eine Versetzung in den Leitungsstab des Australian Command and Staff College. Später war Pearce als Director Network Centric Warfare in der Capability Development Group für die Weiterentwicklung vernetzter Gefechtsführung zuständig. Von 2010 bis 2012 war sie als Director Special Operations Support für die Logistische Unterstützung der australischen Spezialkräfte zuständig. Daran anschließend besuchte Pearce im Jahr 2013 den Higher Command and Staff Course in Bracknell (Großbritannien) und wurde nach ihrer Rückkehr von 2013 bis 2016 als Chef des Stabes im Hauptquartier der Australischen Armee eingesetzt.
Es folgte 2016 ein weiterer, 9-monatiger Auslandseinsatz, in dem Pearce das australische Einsatzkontingent in der NATO-Mission Resolute Support in Afghanistan führte. Der Auftrag der australischen Kräfte war es, Soldaten der Afghanischen Nationalarmee (insbesondere Offiziersanwärter an der Offiziersschule in Kabul), auszubilden. Für ihren „außerordentlichen Einsatz“ wurde sie mit der Commendation for Distinguished Service ausgezeichnet. Von 2017 bis 2018 war Pearce, unter Beförderung zum Generalmajor, Kommandeurin der Australian Defence Force Academy. Im November 2018 gab der Generalsekretär der Vereinten Nationen, António Guterres, die Nominierung von Pearce als Kommandeurin der Friedenstruppe der Vereinten Nationen in Zypern (UNFICYP) bekannt.
Im November 2018 übernahm Pearce von Generalmajor Mohammad Humayun Kabir aus Bangladesch das Kommando über den militärischen Anteil von UNFICYP. Sie war, nach Generalmajor Kristin Lund aus Norwegen, die zweite Frau die eine Blauhelmtruppe befehligte. Des Weiteren war während ihrer Amtszeit das erste Mal alle Führungspositionen durch Frauen besetzt. Neben Pearce waren das Elizabeth Spehar (Kanada) als Sonderbeauftragte des UN-Generalsekretärs und Head of Mission und Fang Li (Volksrepublik China) als Senior Police Adviser.
Pearce hat einen Bachelor of Arts in Asienwissenschaften von der University of New England, ein Graduate Diploma of Management in Defence Studies von der University of Canberra, einen Master of Intelligence, Policing and Counter Terrorism von der Macquarie University, und einen Master of Arts in Defence Studies von der Deakin University.

## Privates
Pearce ist verheiratet und hat zwei Töchter.